# Varasd
Varasd (horvátul Varaždin, németül Warasdin, latinul Varasdinum, olaszul Varasdino) város Horvátországban, az azonos nevű megye székhelye.

## Fekvése
Zágrábtól 81 km-re északra, a Dráva jobb partján fekszik. A hozzá tartozó települések: Črnec Biškupečki, Donji Kućan, Gojanec, Gornji Kućan, Hrašćica, Jalkovec, Kućan Marof, Poljana Biškupečka, Varasdpüspöki és Zbelava.

## Nevének eredete
Neve a magyar város főnévből származik -d kicsinyítőképzővel, vagyis városka volt a jelentése.

## Története
A régészeti leletek tanúsága szerint Varasd területe már az őskor óta lakott. A város központjától délkeletre, körülbelül 3 km-re található a „Brezje” nevű lelőhely. Nyugatról a Varasd-Zágráb vasútvonal, keletről Kučan település, délen a Plitvice folyó, északon pedig a Cehovska utca határolja. Az itt végzett régészeti kutatások eredményei alapján ez a hely a kőrézkorban, a késő bronzkorban, a kora és a késő vaskorban, az ókorban, valamint a középkorban is lakott volt.
Varasd várát 1181-ben „castrum Garestin” néven említik először III. Béla magyar királynak egy a közeli Varasdfürdőről szóló oklevélben, a város ekkor már ispánsági székhely. 1194-ben III. Béla idősebb fiára, Imrére bízta a horvát területek kormányzását, egyúttal őt tette meg trónörökössé. A kisebbik fiú, András keresztes hadjárat vezetését kapta feladatul apjától. Imre korai halála után mégis ő lett a király, és 1209-ben a vár körül kialakult települést szabad királyi várossá nyilvánította. Ez számos kiváltsággal járt a város számára, melynek polgárai szabadon választhatták meg elöljáróikat, és mentesek voltak az adó és harmincadvám fizetése alól, mégis egyfajta kölcsönös függőségben éltek a vár mindenkori uraitól. A várost a király udvarnokai lakták, akik ekkor építették fel templomát és monostorát. A tatárjárásban elpusztult földvárat IV. Béla újjáépíttette. 1397-ben Cillei Hermann kapta meg Zsigmondtól, 1440 körül Cillei Ulrik kővárrá építtette át, majd halála után özvegye, Brankovics Katalin birtokolta.

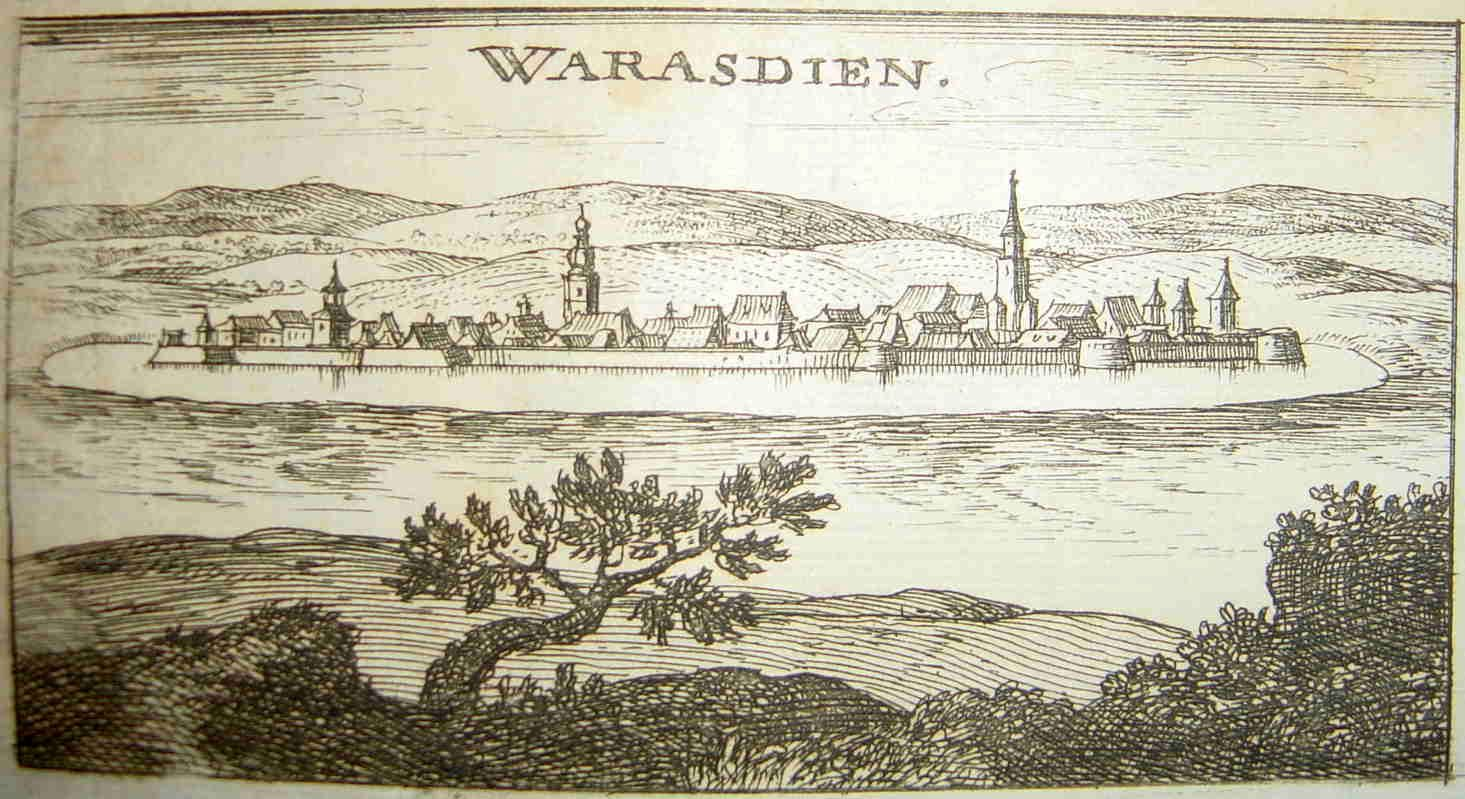
Varasd a 17. században

A török veszély közeledtére a 15. század közepén a város körül is építettek földsáncokból és paliszádokból erődítéseket. A kiváltságoknak, kézműves céheinek és a kedvező földrajzi stratégiai helyzetnek köszönhetően Varasd városa már a században az északi horvát területek kereskedelmi és gazdasági központja lett. A város címere már 1464-ből ismert, kiváltságait pedig Hunyadi Mátyás is megerősítette. 1487-ben a vár Corvin János birtoka lett. 1523-ban Brandenburgi György adományozta a városnak a városháza épületét, e funkcióját a mai napig megtartotta. Ez Európa egyik legrégibb városháza, amelyet utóbb késő barokk stílusban építettek át.
A vár ostrománál esett el 1527. szeptember 27-én Frangepán Kristóf horvát bán. A török veszély miatt 1544-ben erős falakkal és bástyákkal erősítették meg. Ekkortájt építették át a várkastélyt reneszánsz stílusban. Az 1555-ös török hadjárat hatására a pozsonyi országgyűlés az országot hat kapitányságra osztotta; a Vend kapitányság székhelye Varasd lett. Három alkapitányság, a kaproncai, a körösi és az ivanicsi tartozott alá. Ekkor a város az ország egyik legfontosabb erődített helye volt. 1584-ben a király Erdődy Tamást horvát bánná nevezte ki, majd 1607-ben szolgálataiért megkapta Varasd várát is, a hozzá tartozó uradalommal. Ezután a vár 1925-ig az Erdődyek birtoka maradt.
Varasd mint főesperesség székhelye az egyházi igazgatásban is jelentős szerepet töltött be. Első ilyetén említésével 1638-ban találkozunk. Az akkori feljegyzés szerint a főesperes alárendeltségébe 11 környező plébánia tartozott, amelyek plébánosait név szerint felsorolja a dokumentum. 1660-ban Szakmárdi János megalapította a szemináriumot, amelyre végrendeletében jelentős birtokokat hagyott. A szerzetesi élet is fejlődésnek indult a városban a ferences és jezsuita kolostorok felépülésével, melyek nagyban hozzájárultak a város gazdasági és társadalmi fejlődéséhez is. Ekkor épült meg a jezsuita gimnázium és több templom is. A városban több stájer építőmester is dolgozott ebben az időben. 1655-ben nézeteltérés volt a város és az Erdődyek között a hídvámok tekintetében, amiből végül a város került ki győztesen.

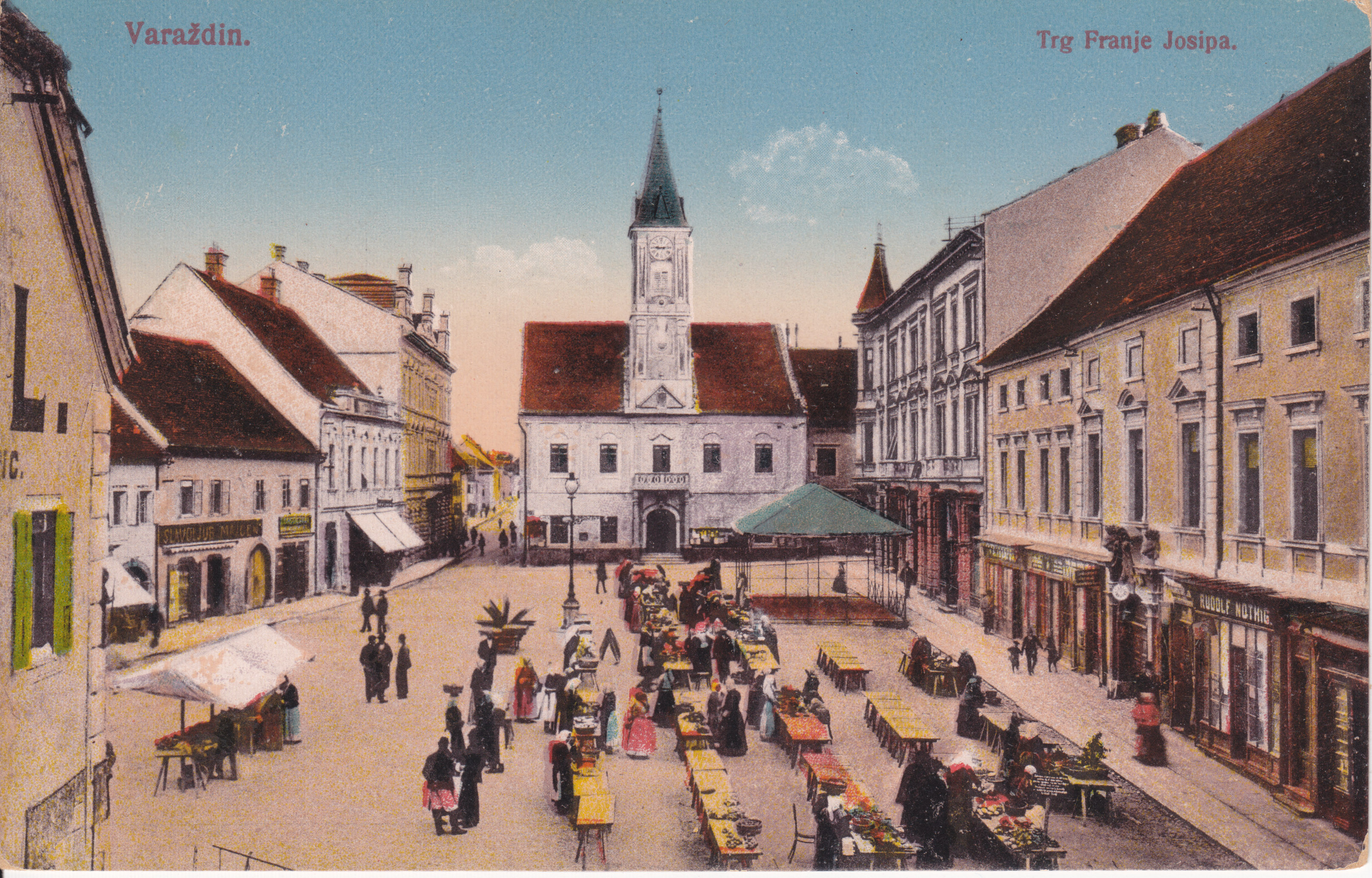
A város főtere a múlt század elején

A török háború idején Varasd Horvátország tényleges fővárosa is volt a veszélyeztetettebb Zágráb helyett. 1663 decemberében itt ülésezett a horvát szábor, amely pénzt szavazott meg a török elleni hadjáratra. Ennek során 1664 elején Zrínyi Miklós Zrínyiújvárból kiindulva a Dráva bal partján haladva Eszékig jutott, ahol felgyújtatta a török legfontosabb drávai átkelőhelyét, az eszéki hidat. Az abban az évben megkötött vasvári béke bár a magyarság számára hátrányos volt, Varasd számára mégis a békés fejlődés lehetőségét teremtette meg. A török veszély végét az 1699-ben megkötött karlócai béke jelentette a város számára.
Mária Terézia az abszolút monarchia megerősítése érdekében igyekezett szűkíteni a nemesség befolyását. Ennek egyik lépéseként 1767-ben megalapította a horvát királyi tanácsot, melynek székhelyéül Varasdot tette meg. A város fővárosi rangjának az vetett véget, hogy 1776-ban egy nagy tűzvészben nagyrészt megsemmisült. Az uralkodó ekkor a királyi tanács székhelyét is Zágrábba tette át. Ezzel véglegesen az lett az ország fővárosa. A tűzvész ugyanakkor kedvező hatással is volt a városképre nézve, hiszen ekkor épült fel a mai is látható szép barokk városközpont.
1809-ben a város fejlődése végett a külső várfalakat és a sáncok nagy részét lebontották, a vár azonban ma is áll. A 19. században a város teljesen újjáépült és terjeszkedett, virágzott az ipar, a kereskedelem, selyemgyár, téglagyár épült. Ekkor alapították a színházat és a tűzoltó egyesületet. A vasút megépüléséért már 1861-ben megindult a harc és negyed századig tartott, amíg a terv megvalósulhatott. A parlament 1884-ben fogadta el, hogy Csáktornya és Zágráb között vasútvonal létesüljön. Az építés 1886-ig tartott, végül a vonal egy részét már szeptemberben, a maradék szakaszt decemberben nyitották meg a forgalomnak. Ezzel Varasd is bekerült az országos vasúti hálózatba. A mellékvonalak későbbi megépülésével Varasd Észak-Horvátország legnagyobb vasúti csomópontja lett.
1910-ben 13 398 lakosából 11 497 horvát, 585 német, 471 magyar, 441 szlovén, 232 szerb, 102 cseh volt. A trianoni békeszerződésig Varasd vármegye székhelye volt. A 20. századra Varasd a környék ipari központja lett. A Tivar textilgyárat 1918-ban alapították. Fontos ipari üzemei még a Varteks textilgyár, a fémipari, élelmiszeripari és építőipari üzemek. 1991. szeptember 14. és szeptember 22. között a város laktanyáinál súlyos harcok folytak a laktanyákat védő Jugoszláv Néphadsereg és a támadó Horvát Nemzeti Gárda csapatai között, melyeknek mindkét fél részéről 2 halálos áldozata volt. A laktanyacsata a laktanyák feladásával végződött. 
2001-ben a hozzá tartozó településekkel együtt 49 075, ebből 47 069 horvát lakosa volt. A városban ekkor 41 434 fő lakott. A 2003-ban megnyílt, a magyar határtól, Muracsánytól Zágrábba vezető horvát autópálya Varasdot is bekapcsolta a modern autópálya hálózatba.

## Nevezetességei

### A vár

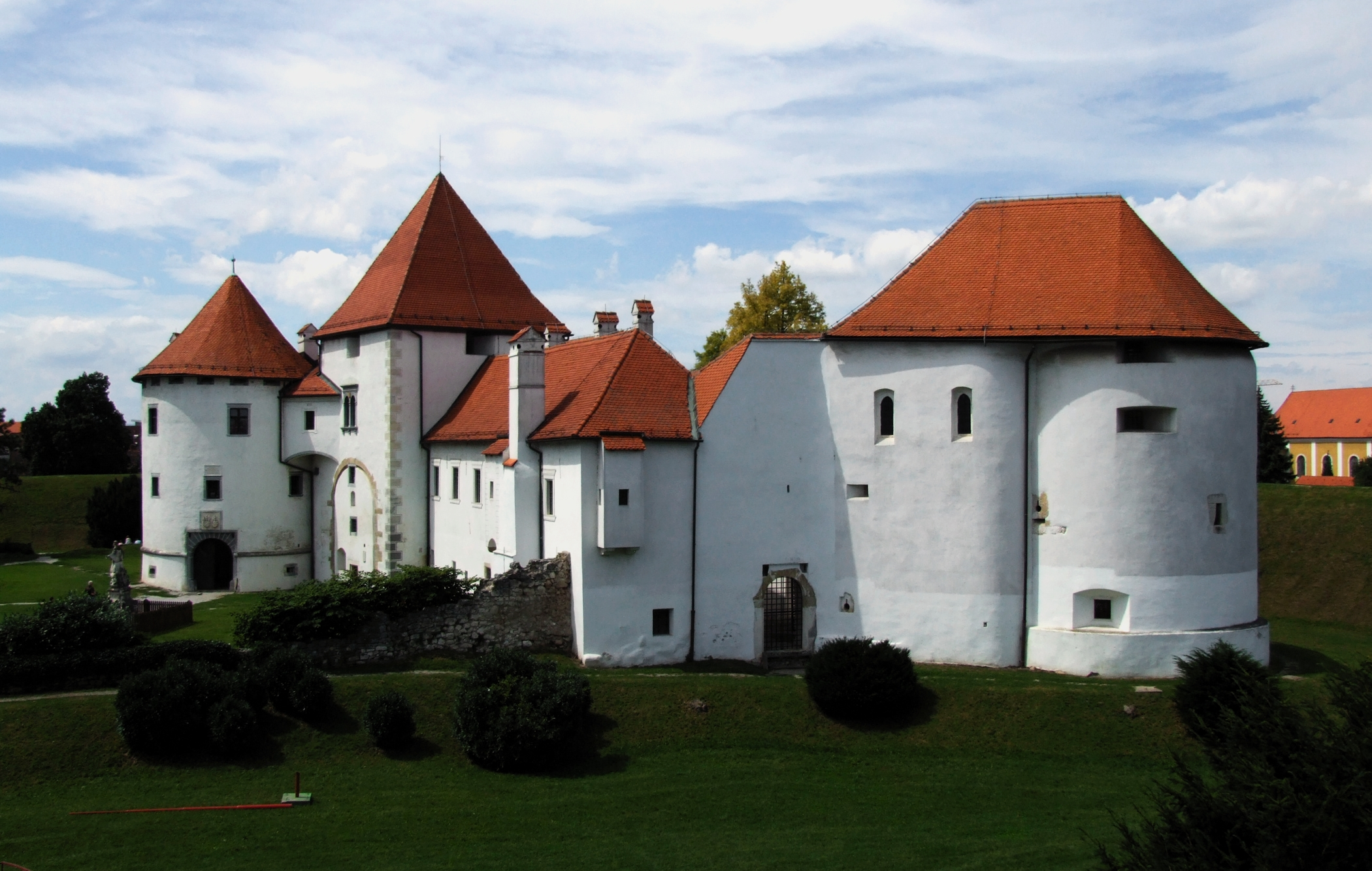
A varasdi vár

- A város legnagyobb látnivalója a vár, amely a városközpont északnyugati részén található, ma itt található a városi múzeum.[4] A várat először a 12. században említik és valószínűleg a megye központja volt. A 14. század végén a Cillei grófok kapták meg a területet és gótikus stílusban újjáépítették a várat. A vár a 16. században érte fénykorát, amikor reneszánsz stílusban átépítették. Az építkezések 1544-ben indultak Domenico dell'Allio itáliai mester irányításával. Ekkor épült a reneszánsz várpalota is. A vár a 16. század végén az Erdődyeké lett, akik több részét barokk stílusban építtették át. A vár körül a külső nagy sánc maradványait ma egy széles, egykor vízzel telt árok övezi. Ennek vonalvezetésén ma is megfigyelhetők a külső védelmi vonal sarkain állt hatalmas négyszögletű bástyák nyomai. A várfalhoz és a várudvarhoz tartozó épületekből mára kevés maradt meg, de ezek közül ma is megcsodálható az őrtoronynak nevezett várkapu épülete, amelyben ma a vármúzeum működik.

### Templomok és kolostorok

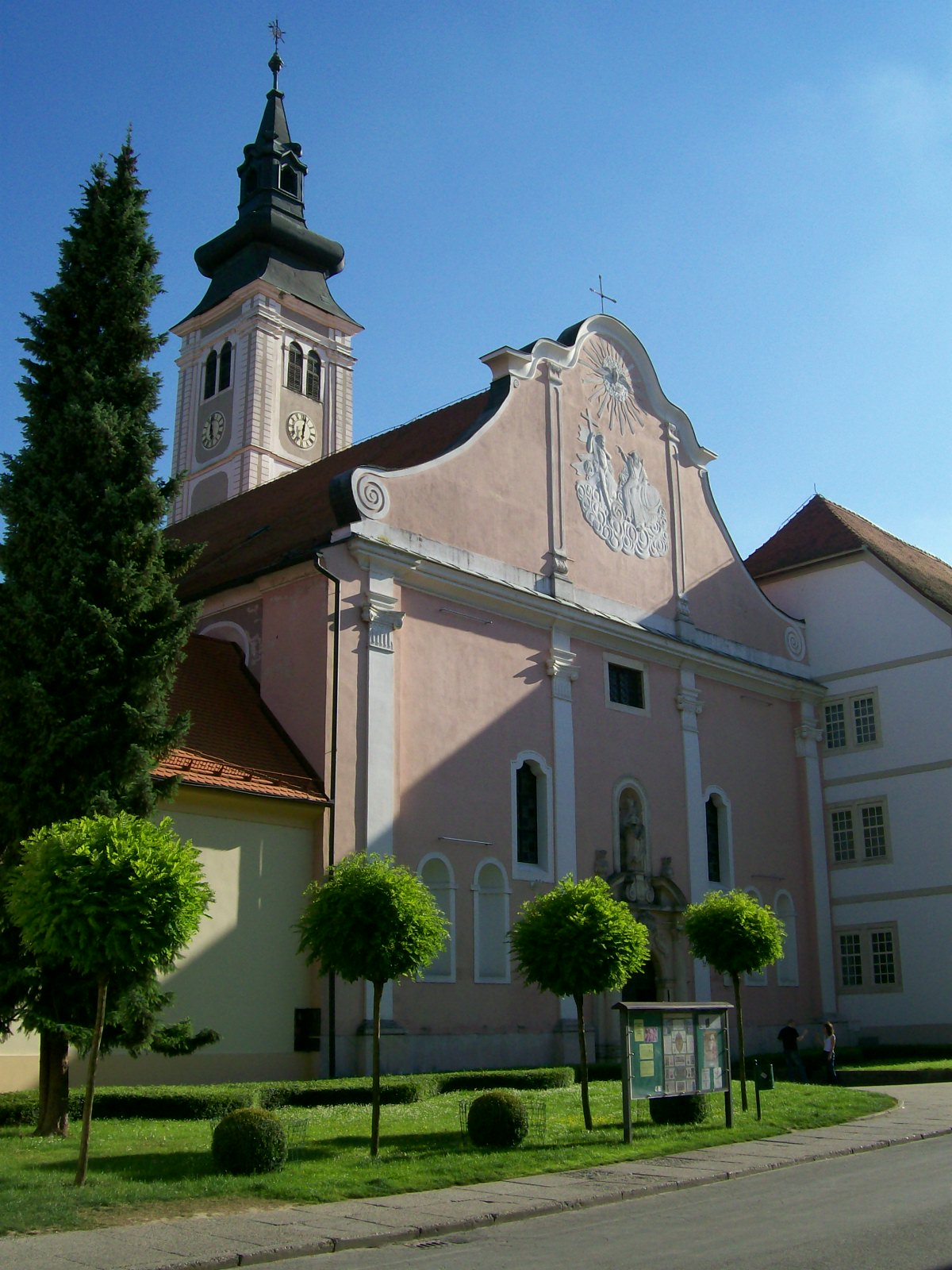
A székesegyház, korábban jezsuita templom

- A középkorban emelték a Szent Miklós-plébániatemplomot, amely ebben az időben a város fő szakrális épülete volt. A templomot a 15. században gótikus stílusban átépítették. Ebből az időből való a harangtorony. A 18. században barokk stílusban építették át.[5]
- A város a barokk időben indult fejlődésnek. 1642-46 között kora barokk stílusban épült a jezsuita templom, amely kora barokk stílusú. Ez ma a város székesegyháza, Mária mennybemenetele tiszteletére szentelték.[6]
- 1650-ben épült a Keresztelő Szent János ferences templom, amelynek építőmestere Peter Rabba grazi építész volt. Falait gazdag képek és szobrok díszítik.[7]
- A ferences kolostor 1626 és 1632 között épült barokk stílusban, a gradaci István mester irányításával.
- A jezsuita kolostort 1679 és 1691 között építették, építőmestere a leibnitzi Jacob Schmerleib mester volt.[8]
- A kapucinus kolostor és templom a 18. század elején épült. Építői az ország más részéből érkezett horvát mesterek voltak.[9]
- Az orsolyiták templomát 1722 és 1729 között, kolostorát 1715 és 1749 között építették Mária Terézia királynő adományából. A templom egyhajós, szentélye, mely összeköttetésben áll a kolostorral nyugatra néz. A főhomlokzat fölé emelkedik az elegáns harangtorony.[10]
- Az 1776-os tűzvész után épült templomok a Szent Flórián-templom (1777) és a Szent Vitus-templom (1782).
- 1884-ben épült az ortodox Szent György-templom Radoslav Atzinger tervei szerint historikus stílusban. A belső tér gazdagságához hozzájárul a fennmaradt berendezés. A falak és a boltozat felületei dekoratív módon vannak festve, a medalionokban több szent ábrázolása látható.[11]
- A Szent Vid-templom az azonos nevű téren, a város történelmi központján kívül épült a 18. század közepén. Az 1778-1782 közötti időszakban teljesen felújították, amelynek során új kórus és falazott harangtorony épült. Végleges formáját 1808-ban nyerte el. Külsejével egyszerűséget, a homlokzati felületek kezelésében szerénységet mutat, míg belül értékes barokk berendezéssel van ellátva.[12]
- Varasd déli részén, Biškupac városrész központjában áll a Mária mennybemenetele plébániatemplom és a plébániaház. Mindkét épület a zágrábi püspökség birtokán épült a 13. században. A középkori templomot a 17. században barokk stílusban építették át és 1672-ben szentelték fel. Egyhajós épület a főhomlokzat előtti harangtoronnyal és keskenyebb, sokszögletű szentéllyel. Belsejében minőségi berendezés és falfestmények találhatók. A plébánia emeletes épülete mai formájában a 17. században épült a templom közelében.[13]
- A Szent Flórián-templom a város északi részén, a régi városfalak mentén áll. 1733 és 1752 között építették, a harangtorony kissé később épült. Téglalap alakú hajójával és kissé keskenyebb sokszögű szentélyével a barokk csarnoktemplomok csoportjába tartozik.[14]
- Az Optujska utcában álló Szent Fábián és Sebestyén-templomot 1681-ben fogadalmi kápolnaként építették. A 18. században bővítették és megújították, 1806-ban pedig sekrestyét építettek hozzá. Értékes a berendezése és a szentély boltozatának freskói.[15]
- A varasdi zsinagóga a 19. század második felében épült, a rabbinátus épületével és a zsidó közösség székhelyével együtt. A város zsidó közösségének vallási és társadalmi életének központját képezte. Külső építészeti jellemzői szerint a historizmus elemeinek és a keleti rundbogenstil formáinak kombinációját képviseli, amelynek előzményét a budapesti zsinagógában kell keresni.[16]
- A Szent Rókus-templom a 17. században a pestis elleni fogadalmi kápolnaként épült. Ma a kapucinus templom filiája. Annak ellenére, hogy külsőleg szerény és egyszerű, elrendezésével és harmonikusan kialakított belső tereivel az érett barokk stílust képviseli.[17]

### Barokk paloták

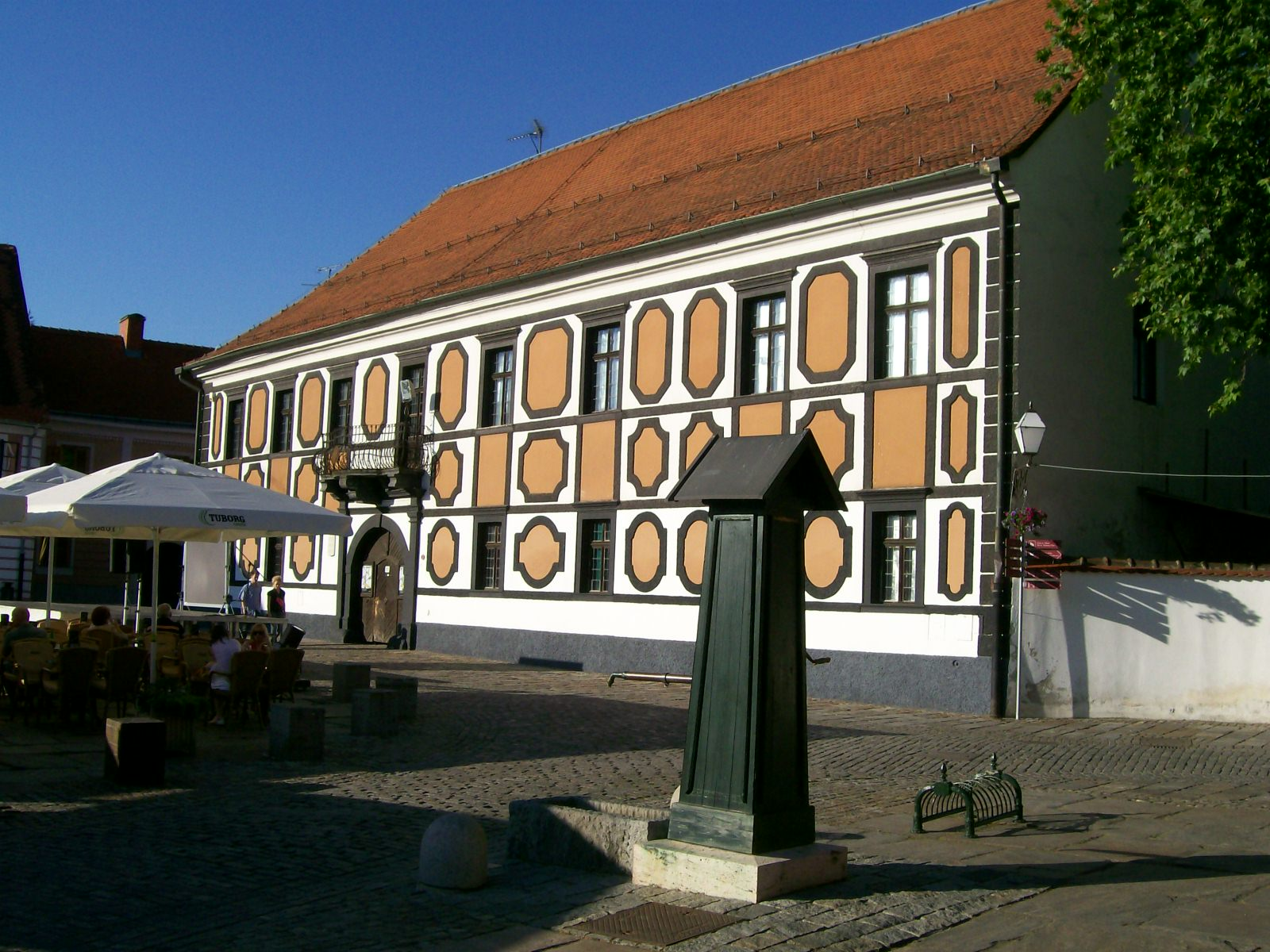
A Sermage-palota

- A főtéren áll az 1523-ban épített városháza.[18] Brandenburgi György adományozta a városnak és funkcióját a mai napig megtartotta. Európa egyik legrégibb városháza-épülete, melyet 1791-93 között késő barokk stílusban építettek át.

A városban ma több barokk palota is látható, melyek a 17. és a 19. század között épültek.
- A Főtéren található a Draskovics grófok palotája, mely a 18. században épült egy korábbi 16. századi palota helyén.[19]
- A tér túloldalán áll a 19. században épített püspöki palota.
- A Franjevački téren áll a híres kétemeletes pazarul díszített homlokzattal rendelkező Patačić-palota. Egykor nyüzsgő társadalmi élet folyt benne. Franjo Patačić és felesége, Katalin asszony fényes táncmulatságokat, színházi előadásokat rendezett itt. A palota belső falain több barokk falfestmény látható.[20]
- A mellette álló varasdi megyeháza Horvátország egyik legnagyobb barokk palotája, mely Jakov Erber tervei szerint épült. Szintén számos falfestmény díszíti.[21]
- Ugyanezen a téren áll az 1785-86-ban épített Wasserman–Kreuz-palota. Ez a kétszintes, impozáns méretű barokk épület a tér északi oldalán, a ferences templom közelében található. A földszinten üzletek, az emeleteken lakások vannak. A főhomlokzat középső részén található egykori előcsarnok barokk, kőből épített portálja.[22]
- A Herzer-palota[23] 1791-95-ben épült késő barokk-klasszicista stílusban. Érdekessége, hogy építtetője, Franjo Herzer nem volt nemes ember, városi postásból emelkedett fel, miután a lutrin meggazdagodott. Később vagyonát és a palotát is elveszítette. Ma benne található a múzeum néprajzi részlege.
- A közelben áll az 1760-as években épített káptalani palota, melyet a zágrábi káptalan építtetett. A homlokzatát díszítő isteni szemről ismerhető fel.[24]
- A Stančić téren, az óváros egykori kapuja közelében található a 17. században épített Prašinski–Sermage-palota, mely színes homlokzatáról ismerhető fel. Mai formáját 1750-ben nyerte el, a klasszikus és kortárs művészek galériája található benne.[25]
- A Szabadság téren (Trg Slobode) áll a Petković család 1767-ben épített palotája. Díszes kapuzata felett a család címere látható.[26]

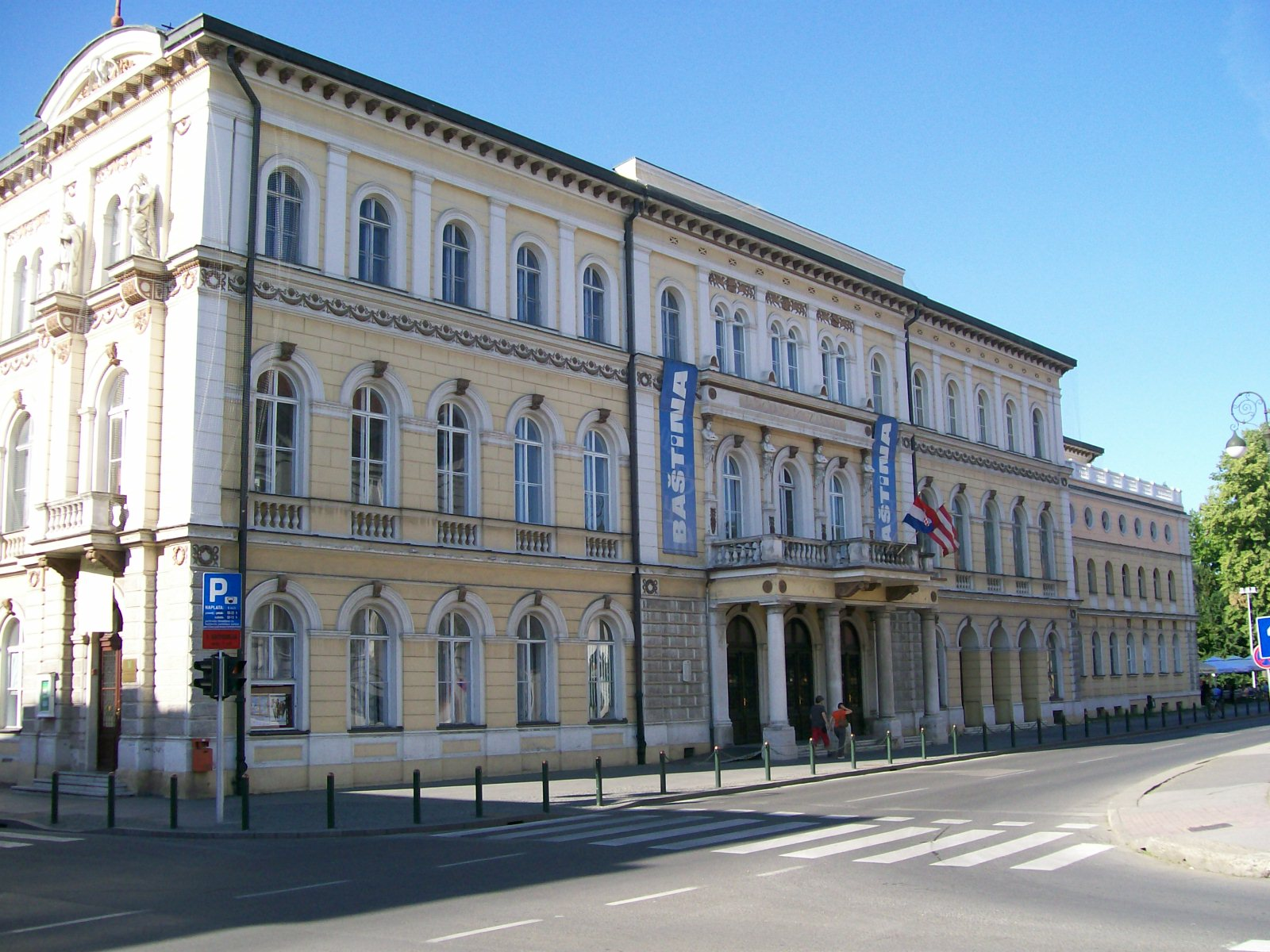
A Horvát Nemzeti Színház épülete

- A városfalakon kívül a Kapucinus téren áll az 1760-as években épített rokokó Erdődy-palota.[27]
- A városfalaktól északra található az 1774-75-ben épített Keglević-palota, Jakov Erber építész műve.[28]
- A városmag közelében, attól északra emelkedik a pálosok 1760-ban épített székháza. Belső díszítésében fennmaradtak eredeti rokokó stukkódíszei.[29]
- A városmagtól délre a Zagrebačka utcában található a Patačić–Puttar-palota, mely több városi ház összeépítéséből létesült és mai formáját a 18. és 19. század fordulóján történt átépítéskor kapta.[30]
- A Draskovics utca 4. szám alatt áll a Kereskényi-palota. Építtetője a gróf Patachich család volt. A bejárat fölött vésve álló dátum "A.D. 1767" az építés dátumára utal. Házasság útján lett a Kereskényiek tulajdona. Itt élt Kereskényi István reformkori politikus, a Horvát-Szlavón Gazdasági Egyesület egyik alapítója és első igazgatója.

### Egyéb látnivalók

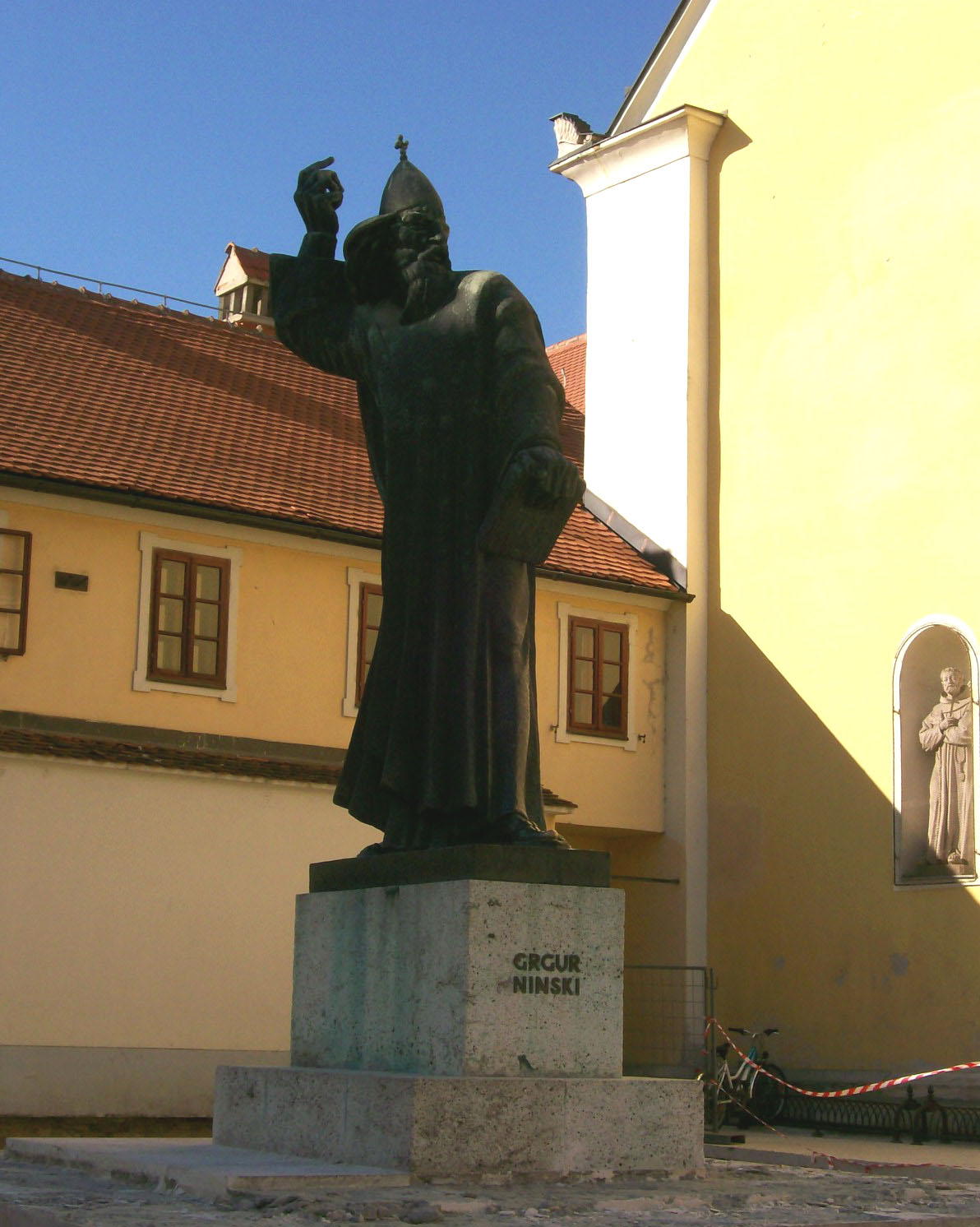
Grgur Ninski szobra

- Az Óváros körül ma is láthatók az egykori városfalak maradványai. Tornyaiból mára kettő maradt fenn a Gaja utcai Lisak-torony[31] és a Stančić téren álló Láncos-ház.
- Régi árkádos földszintes reneszánsz épület a Ritz-ház a 17. századból a Franjevački tér és a Tomislav király tér között.[32]
- A Preradovićeva utca keleti oldalán, egy elkerített parkterületen, főhomlokzatával nyugatra nézve áll az egyemeletes, historizáló-neoklasszikus stílusú Oršić-villa. Elhelyezkedésével és dekoratív homlokzatával kiemelkedik az utca városképéből.[33]
- Mellette áll a kora klasszicista, egyemeletes Erdődy-Oršić-palota. A monumentális, L alakú épületet 1805-ben építtette gróf Erdődy Sándor.[34]
- A Bedeković-villa 1827-ben épült klasszicista stílusban, körülötte nagy kerttel.[35]
- 17. századi reneszánsz épület a Szakmárdi-ház is a Habdelića utcában.[36]
- A Nemzeti Színház épületét 1873-ban a bécsi Hermann Helmer tervei szerint építették neoreneszánsz-historizáló stílusban. A színház reprezentatív területe mellett az épületben redut-csarnokot, éttermet, kávézót, kaszinót, valamint a személyzet számára kialakított lakó- és munkatereket alakítottak ki.[37]
- A 19. századból és a 20. század elejéről származik a városi villasor, melyből a legkorábbi a Cesarca utcai klasszicista Mueller-villa. A folytatásában levő Kolodvorska utcában is számos szecessziós villa áll.
- A város szobrai közül a legnevezetesebbek az Óvárosban álló barokk Nepomuki Szent János-szobor,[38] a ferences templom előtt álló Grgur Ninski-szobor a híres horvát szobrászművész Ivan Meštrović alkotása és a megyeháza udvarán álló népszerű Erzsébet királyné-mellszobor, mely korábban a városi parkban állt. Grgur Ninski szobrát 1935-ben ajándékozta a neves szobrászművész a városnak azzal a feltétellel, hogy ő határozza meg a szobor helyét. Így került a ferences templom nyugati homlokzata elé, ahol egy kis teret alakítottak ki. A szobrot az 1920-as években alkotta a művész nagy nyilvános emlékműveinek sorozatában. Grgur Ninskit, aki Tomiszláv király idejében élt a szláv nyelv egyházi elismerésének nagy harcosaként tartják számon.[39]
- A Szentháromság-szobrot 1682-ben fogadalmi emlékműként állították fel, hogy megvédje a várost a pestistől. Eredetileg a Cesarčeva utcában állt. Az Optujska utca polgárai 1878-ban vitték el és elhelyezték el az utcájukban, amelyet a szobor feliratai is rögzítenek.[40]
- A Keresztelő Szent János-szobrot a 17. században készítették, felirata szerint 1760-ban renoválták.[41]
- A nyolcszögletű talapzaton álló négyszögletes meteorológiai házikót 1909-ben állították fel az Alojzije Stepinac utcában. A fémből készült épület üvegfelületei mögött mérőeszközök láthatók. a sarkain álló vékony fémoszlopok gazdagon díszített felső részt hordoznak, amelyen maszkok, rozetták, sárkányok, szélkakas látszanak.[42]
- A városi temetőben a szobrászművészet és a kertművészet szép alkotásait láthatjuk. A temetőt az ország egyik legszebb ilyen létesítményének tartják.[43]
- A zsidó temető a 19. század elején létesült a város távoli, keleti részén. A ravatalozó 1810-ben épült, a varasdi V. Morandini építész tervei alapján építették át 1927-ben.[44]

### Múzeumok és galériák
- A Városi Múzeumot 1925-ben létesítették a várban, néprajzi részlege a Herzer-palotában található, míg a képtár a Sermage-palotában van elhelyezve.
- A városban néhány magánkézben lévő kortárs galéria is található.

## Kultúra

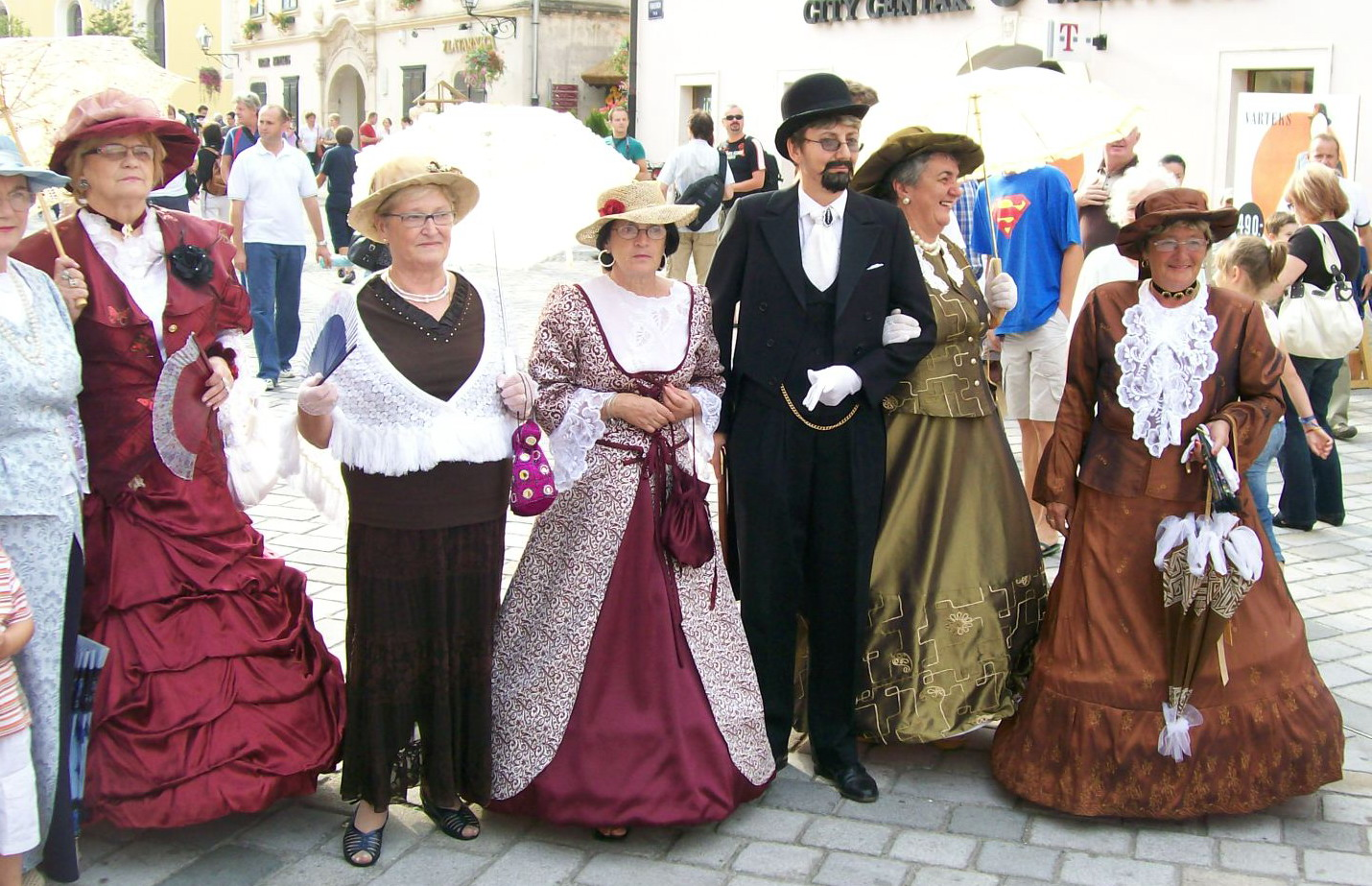
A Špancirfest jelmezesei

- A város nevezetes kulturális eseménye a Varasdi Barokk Esték.
- Kultúrtörténeti látnivaló a varasdi városi gárda. Bár valószínűleg már korábban is létezett, a történelmi dokumentumokban a varasdi gárdát 1750-ben, Varasd város statútumában említik először. Mivel a gárda tagjai a város polgárai voltak, purgarinak (a német bürgerből származó polgár szóból kapták a nevüket) nevezték őket. A gárda régen kettős funkcióval, katonai védelmi és díszőrségi funkciókkal rendelkezett. Ma elsősorban protokolláris célokra és turisztikai attrakcióként szolgál. Az őrök váltását a városháza előtt április közepétől szeptember közepéig minden szombaton 11 órától délig tartják.[45]
- Špancirfest
- Trash Filmfesztivál.

## Oktatás

### Általános iskolák

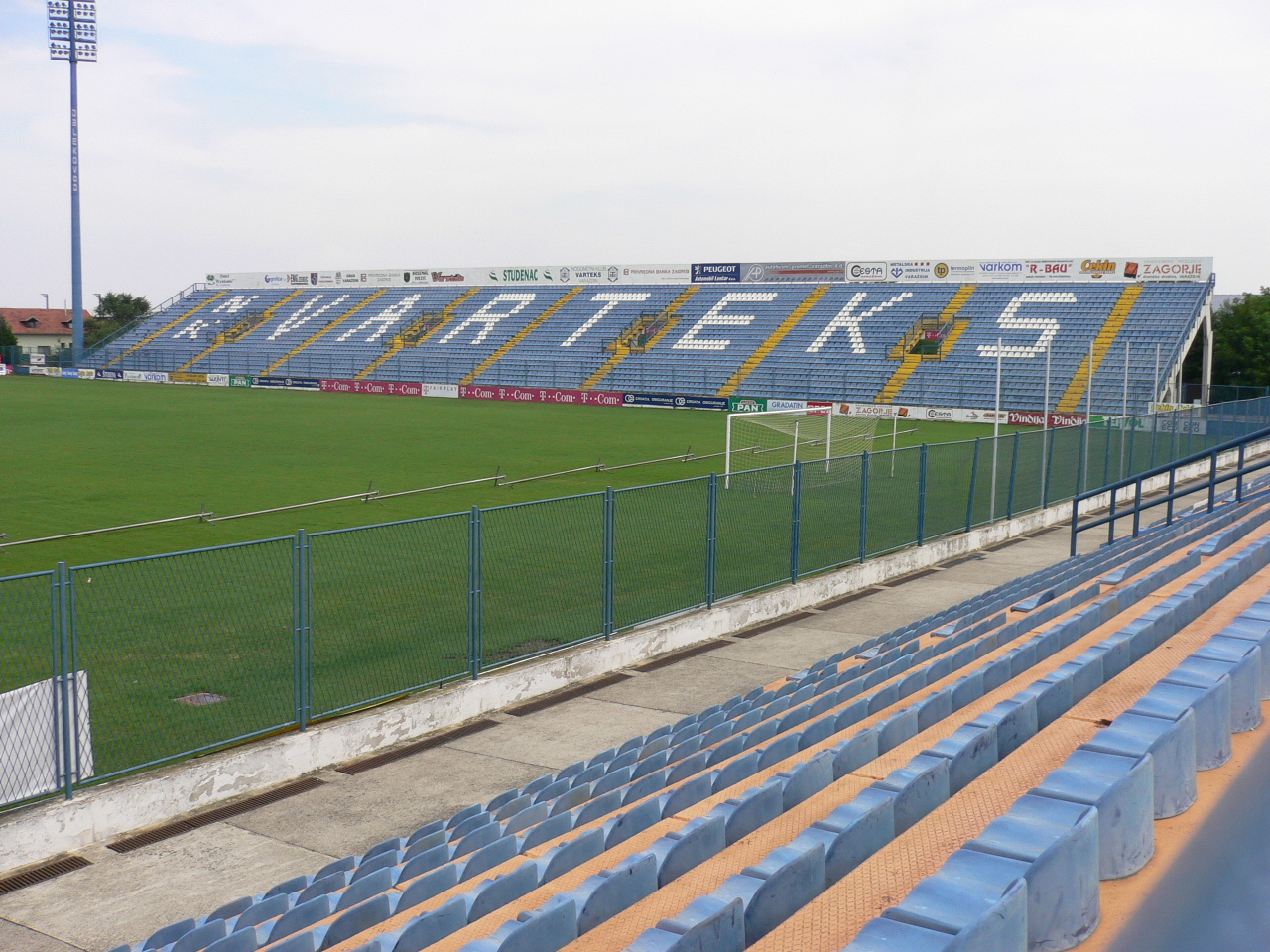
A Varteks-stadion

- 1-es számú általános iskola
- 2-es számú általános iskola
- 3-as számú általános iskola
- 4-es számú általános iskola
- 5-ös számú általános iskola
- 6-os számú általános iskola
- 7-es számú általános iskola

### Középiskolák
- Első Gimnázium
- Második Gimnázium
- Kémiai Iskola
- Elektroipari Iskola (MEC)
- Orvostudományi Középiskola
- Közlekedési Iskola
- Első jogi magángimnázium
- Jogi varasdi magángimnázium

### Egyetemek
- Informatikai Egyetem
- Geotechnikai Egyetem

## Sport

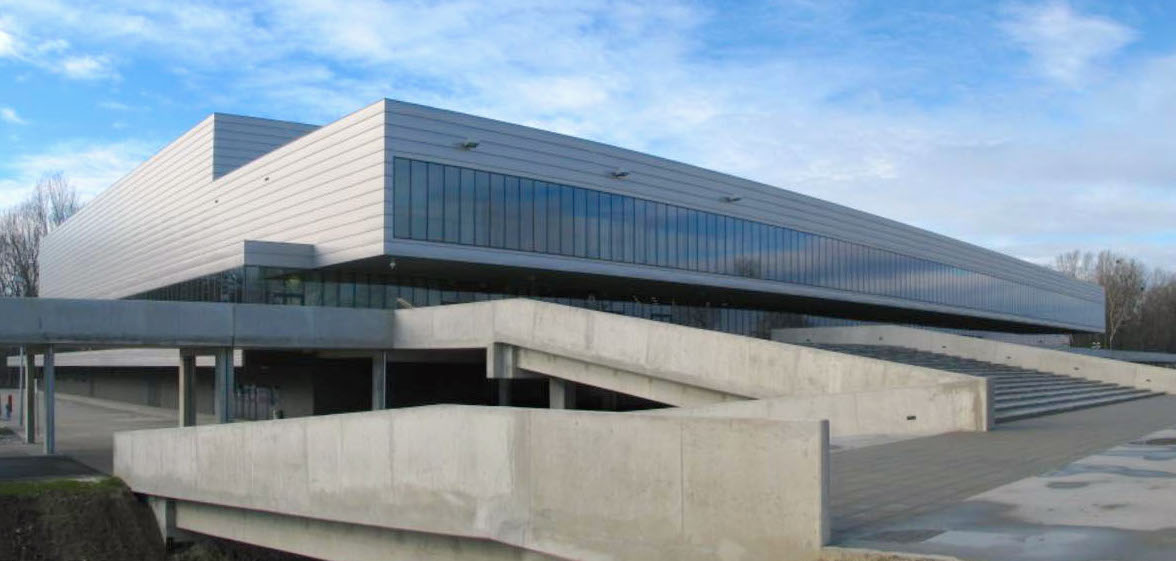
A városi sportcsarnok

- labdarúgás: NK Varteks, NK Sloboda Varaždin, NK Mladost Varaždin
- kézilabda: RK Varteks Di Caprio, RK Koka
- kosárlabda: KK Vindi
- röplabda: OK Varaždin
- tenisz: TK Varaždin, Varaždin 1181
- jéghoki: KHL Varaždin
- vízilabda: VK Coning
- tollaslabda: KAJ tollaslabdaklub
- kerékpározás: Sloga kerékpártársaság
- paintball: Varaždin paintball-csapat
- sporttánc: Takt Varaždin táncstúdió

## Híres emberek
- Varasdon született Hagymási Bálint, humanista nevén Valentinus Cybelius Varasdiensis, 1490-ben.
- Itt született Ivan Kukuljević Sakcinski (1816–1889) horvát politikus, történész, író, az MTA tagja.
- Itt született Alojzije Jembrih horvát irodalomtörténész, kroatológus, nyelvész, szlavista, filológus (1947  –)

## Testvérvárosok
- Auxerre (Franciaország)
- Bad Radkersburg (Ausztria)
- Montale (Olaszország)
- Koblenz (Németország)
- Ptuj (Szlovénia)
- Ravensburg (Németország)
- Schaffhausen (Svájc)
- Şəki (Azerbajdzsán)
- Nagyszombat (Szlovákia)
- Zalaegerszeg (Magyarország)